# Hrabina Cosel
Hrabina Cosel – powieść Józefa Ignacego Kraszewskiego z 1873 roku, przedstawiająca tragiczne losy jednej z najsłynniejszych królewskich metres, Anny Cosel, kochanki Augusta II Mocnego.
Powieść wraz z Brühlem i Z siedmioletniej wojny tworzy tzw. trylogię saską Kraszewskiego i ma mocne podstawy historyczne. Na podstawie powieści powstał w latach 60. film oraz serial w reżyserii Jerzego Antczaka, z Jadwigą Barańską w roli tytułowej.

## Opis fabuły
August II Mocny zakochał się w hrabinie Cosel, kiedy była żoną jednego z jego ministrów. Sprawnie i bez skrupułów przeprowadził rozwód, aby mieć ją na własność. Przez wiele lat Cosel królowała na jego dworze, była podziwiana, bardzo ustosunkowana i wpływowa. Jednak jej silna pozycja nie odpowiadała wielu ludziom z najbliższego otoczenia króla. Intrygami i plotkami doprowadzili do tego, że August odsunął ją od siebie, dworu, a nawet (wspólnych) dzieci. Po okresie bogactwa, miłości, życia na najwyższym poziomie, hrabina Cosel trafiła do więzienia, ponieważ nie umiała pokornie zgodzić się na nowy romans Augusta, odgrażała się, była niewygodna. W niewoli spędziła ponad 40 lat, odcięta od rodziny, przyjaciół, towarzystwa. Nie zgodziła się na uwolnienie po śmierci Augusta II, co proponował jej jego syn August III.

## Faktografia w powieści „Hrabina Cosel”
Faktografia zawarta w powieściach Kraszewskiego, w tym i w powieści Hrabina Cosel, była przedmiotem badań historyków. W książce zatytułowanej „Życiorysy historyczne, literackie i legendarne” (pod redakcją Zofii Stefanowskiej i Janusza Tazbira, wydanej przez Państwowe Wydawnictwo Naukowe, Warszawa 1989) Jacek Staszewski, opisując życiorys Augusta II Mocnego, podkreśla istotną dla mniej obeznanego z historycznym materiałem źródłowym czytelnika, ogólną charakterystykę powieści historycznych Kraszewskiego. Autor zauważa, że łączyła ona w sobie dwie cechy:
1. „solidną podbudowę wiedzy historycznej”, którą Kraszewski wykorzystywał dla nadania swym powieściom „wartości dydaktycznej”, gdyż „zasób faktów w nich podawany poszerzał wiedzę o przeszłości każdego, zwłaszcza mało wykształconego czytelnika”,
2. „Jednocześnie nadając tym faktom oprawę fabularną, przybliżał je „tłumacząc” pojęciami epoki, w której (Kraszewski) tworzył”. Autor wyżej cytowanej opinii ponadto stwierdza, że „Ów model – tj. podwójny charakter powieści Kraszewskiego – odpowiadał tylko stanowi wiedzy – jeszcze niewielkiemu – z czasów, gdy Kraszewski pisał swe powieści. Na podstawie opracowań naukowych, pamiętników i źródeł układał własny obraz bohatera, kształtując go „pod dyktando” aktualnych opinii historyków. Na skutek tego ów obraz bohaterów stawał się martwy w miarę postępu badań, a z czasem wręcz sprzeczny w stosunku do tego, co ujawniły późniejsze badania”. I to należy brać pod uwagę, czytając powieść „Hrabina Cosel” i inne powieści historyczne. Nie tylko J.I. Kraszewskiego.

Jacek Staszewski przywołuje pogląd Ignacego Chrzanowskiego, że: „obraz czasów saskich, kreślony przez Kraszewskiego, nie zawiera elementów rzeczywistości istotnych dla późniejszego odrodzenia narodowego, brak w nim ludzi, którzy byli nosicielami przemian na szerszą skalę”.
W dalszym ciągu cytowany tu Jacek Staszewski wyraża pogląd, że „dla Kraszewskiego-pisarza ważniejszy był wzgląd na dramaturgię sytuacji”. Natomiast o bohaterce powieści „Hrabina Cosel” pisze: „Z dość przebiegłej, ale zarazem prymitywnej intrygantki Hoymowej, uczynił ją budzącą współczucie hrabinę Cosel, ofiarę Augusta II, który w rzeczywistości był raczej jej ofiarą”. Autor następnie wyjaśnia, dlaczego Kraszewski w taki, a nie w inny sposób scharakteryzował Augusta II w powieści „Hrabina Cosel” (i we wszystkich innych, Kraszewski „daje takie same opisy jego osobowości”). Otóż ma to związek z głębokim przekonaniem Kraszewskiego o „miałkości charakteru króla”, o jego nieumiejętności prowadzenia polityki, o braku wyciągania wniosków z popełnionych błędów. Warto również zacytować słowa jakie zawarli w Przedmowie do wyżej cytowanej książki („Życiorysy historyczne, literackie i legendarne”) jej redaktorzy: Zofia Stefanowska i Janusz Tazbir: „Ludzie sławni i wybitni, a także niekoniecznie zasłużeni, tacy jednak, którzy zafrapowali wyobraźnię współczesnych, mają zazwyczaj dwa żywoty. Pierwszy z nich zamyka się w biologicznym cyklu życia, od narodzin aż do śmierci. Drugi trwa o wiele dłużej, obejmuje bowiem dzieje zmiennych kolei pamięci i zapomnienia, sporów, jakie się wokół nich toczyły, gwałtownych nieraz rewizji tradycyjnych ocen, dostrzegania coraz to nowych wartości w czczonym od wieków bohaterze... Sławny człowiek stoi na cokole, w przenośni i dosłownie; niemal każdy wiek widzi go jednak w odmiennym świetle”.